# Saint-Marc-sur-Seine
Saint-Marc-sur-Seine település Franciaországban, Côte-d’Or megyében. Lakosainak száma 111 fő (2022. január 1.). Saint-Marc-sur-Seine Brémur-et-Vaurois, Bellenod-sur-Seine, Magny-Lambert, Origny és Semond községekkel határos.

## Népesség
A település népessége az elmúlt években az alábbi módon változott:
| Lakosok száma | 299  | 223  | 194  | 125  | 113  | 107  | 107  | 109  | 109  | 111  |
|               | 1968 | 1982 | 1990 | 2006 | 2013 | 2015 | 2017 | 2019 | 2020 | 2022 |